# Opérations de transport de matières nucléaires militaires
 (décembre 2018).
Les opérations de transport de matières nucléaires militaires se référent aux mouvements de matières nucléaires militaires (DNM) à l'intérieur du pays, à destination et en provenance du Royaume-Uni. Les opérations de transport de matières nucléaires de défense sont également appelées DNM Transportation.
Le groupe d'escorte spécial de la police du ministère de la défense (SEG), escorte les matières nucléaires et reste en attente pendant leur transit. Les forces d'intervention immédiate (IRF) sont intégrées aux transports routier et ferroviaire et en attente avec les transports aériens.
Les matières nucléaires de défense sont déplacées en utilisant les moyens de transport suivants :
- Les armes nucléaires Trident, les matières nucléaires spéciales et les combustibles neufs de sous-marins nucléaires sont transportés par route.
- Le combustible des réacteurs usagés des sous-marins de la Royal Navy est transporté par rail (et peut nécessiter un court trajet vers la tête de ligne).
- Les matières nucléaires spéciales sont aussi déplacées par voie aérienne, comme le sont les armes nucléaires américaines[1].

## Transport d'armes nucléaires par route
Les missiles Trident sont contenus dans des caisses PD AWG 516. Celles-ci sont conservées sur des chariots de transfert de charge (LTPT) jusqu'à ce qu'elles soient déplacées par une grue ou placées sur les camions TCHD (Truck Cargo Heavy Duty). Par conséquent, ces opérations de transport sont souvent appelées convois TCHD.
Les TCHD Marki I étaient des AEC Mammoth Majors, les transporteurs TCHD Mark II étaient quant à eux des camions articulés à 7 essieux, dont les tracteurs à quatre essieux étaient construits par Foden. Ces véhicules possèdent des caisses de cargaison conçues pour fournir une protection supplémentaire aux conteneurs d’armes nucléaires. Le véhicule Mark III, mis en service en 2011, qui a remplacé le Foden, utilise une remorque similaire à trois essieux, est un tracteur à quatre essieux de même capacité basé sur un Mercedes-Benz Actros hautement modifié, dont le logo étoile Mercedes-Benz à trois branches a été retiré,.
Le principal mouvement logistique des armes nucléaires provient de l'Atomic Weapons Establishment (AWE) dans le Berkshire, en Angleterre, jusqu'au dépôt naval royal RNAD Coulport à Argyll, en Écosse (qui fait partie de HMNB Clyde). Comme les ogives doivent être constamment rénovées, les convois routiers effectuent plusieurs navettes plusieurs fois par an.
Les TCHD contenant les armes sont escortés par un convoi de véhicules du ministère de la Défense commandé par un inspecteur en chef de la police du ministère de la Défense. Un équipage (jusqu’à 50 personnes) comprend une équipe de premiers secours, une équipe de pompiers et du personnel équipé pour surveiller les risques radiologiques. Le convoi reste en contact par radio et par téléphone avec le centre d’information central du MDP, à Wethersfield, dans l’Essex, qui surveille son mouvement, et assure la coordination avec les forces de police civiles des zones traversées.
Les forces de police sont informées au moins 24 heures avant qu'un convoi ne soit acheminé via leur zone; Cela leur permet d'informer le convoi de tout problème de trafic local. Les forces de police peuvent informer les brigades de pompiers de la présence du convoi s'il se déplace à proximité d'une opération des pompiers.
Trois organisations participent au convoi, à savoir le groupe de protection de la flotte (Royal Marines), le personnel civil de AWE et le groupe d’escorte spécial.
Les véhicules du convoi comprennent :
- L’escorte à distance - Les Royal Marines fournissent du personnel militaire armé pour contrer toute menace potentielle, et le rôle de la SEG est l’escorte étroite (sécurité) et la gestion de la circulation dans le convoi[3].
- Le véhicule du commandant d'escorte mène le convoi, assure le choix de l'itinéraire et gère les horaires en étant constamment informé des situations de circulation.
- Le(s) TCHD(s) qui transportent les armes nucléaires. Il y en a jusqu'à cinq dans un convoi. Chaque conducteur AWE est accompagné par un officier du SEG armé.
- L'équipe incendie, avec le personnel employé par AWE, l'officier de sécurité du convoi et l'équipage d'incendie
- Le véhicule du commandant du convoi, dirigé par l’inspecteur en chef du MDP et son équipe.
- Le véhicule de gestion du trafic avec deux officiers de police SEG, qui maintient la circulation en mettant en place un «bloc roulant» chaque fois que le trafic se densifie ou que le convoi s’approche de dangers tels que des ronds-points ou des carrefours.
- À deux milles de la partie principale du convoi, un élément de soutien comprend un véhicule de soutien du convoi, un véhicule de dépannage et un autocar. L'AWE fournit un officier de sécurité de convoi adjoint qui est responsable de cet élément[3].

De nombreux détails sur les convois sont gardés secrets par le gouvernement et le ministère de la défense qui appliquent une politique de non-confirmation ni de refus (NCND) pour informer le public concernant les convois. Les données fournies par le Nuclear Select Campaign au Defence Select Committee (sur la base des chiffres du groupe de campagne Nukewatch UK pour la période 2000-2006) indiquent que le nombre de convois varie de deux à six fois par an d’Aldermaston à Coulport. On estime à 88 le nombre d’ogives transportées d’Aldermaston à Coulport et à 120 le nombre d’ogives faisant le trajet inverse, ce qui laisse entre 30 et 50 ogives dans le stock opérationnel, sur un total de 150 à 170 têtes nucléaires.
Le convoi est suivi par la salle de contrôle centrale de Wethersfield (Essex) et la cellule de sécurité spéciale (SSC) à Ensleigh (Bath). En cas d’accident nucléaire, le SSC activerait les secours en réponse aux accidents nucléaires du Ministère de la défense et alerterait immédiatement la police locale.
La responsabilité de ces opérations incombe au directeur du groupe de gestion des mouvements nucléaires et des accidents nucléaires (D NM & NARG). Tous les véhicules d'assistance essentiels à la mission impliqués dans les opérations de transport sont la propriété du D NM & NARG. Les véhicules ont été achetés par le ministère de la défense afin de servir au sein des convois d’armes nucléaires de la Royal Air Force (RAF), ils ont été transférés au D NM & NARG en 2002. Avant 2002, la RAF assurait les fonctions de commandement lors des convois.
Les convois attirent régulièrement des manifestants qui tentent d'arrêter le convoi et de monter sur le TCHD. Le MDP est régulièrement formé pour contrer toute protestation. Les motocyclistes et les agents des voitures d'escorte du MDP effectuent les arrestations puis confient la responsabilité des interpellés aux forces de police locales.

## Transport de matières nucléaires spéciales (SNM) par la route
Les SNM sont transportées au Royaume-Uni par voie terrestre et aérienne. Lorsqu'elles sont transportées par la route, les SNM sont déplacées dans des véhicules de haute sécurité (HSV) escortés par un convoi de véhicules du ministère de la Défense commandé par un inspecteur du MDP. Le convoi est composé d'un équipage de 30 personnes au maximum, comprenant du personnel en cas d'accident et assurant la surveillance des risques radiologiques.
Le MDP a commencé à travailler avec les convois de SNM en 1978, leur objectif était d’escorter les matières nucléaires spéciales du ministère de la défense à travers le Royaume-Uni. La plupart de ces convois ont été effectués depuis et vers Atomic Weapons Establishment à Aldermaston.

## Transport de combustible de réacteur neuf par la route
Le combustible du réacteur pour sous-marins à propulsion nucléaire est fabriqué par Rolls-Royce à Derby. Il est transporté par la route au chantier naval de Devonport pour être installé dans des sous-marins en cours de rénovation. De plus, de nouveaux cœurs de réacteurs sont également transportés à BAE Systems, à Barrow-in-Furness, pour être installés dans de nouveaux sous-marins, et très rarement à l’établissement d’essai naval de Vulcan à Dounreay, dans le nord de l’Écosse.
Le nouveau combustible est transporté sous la forme d’unités modulaires distinctes emballées individuellement dans des conteneurs de protection connus sous le nom de New Module Containers (NMC). Les NMC sont chargés sur des véhicules de transport routier standard qui voyagent en convoi. Ces mouvements sont escortés par le Groupe d’escorte spéciale du Ministère de la défense et des spécialistes voyageant dans des véhicules distincts, fournissant un appui technique dans des domaines clés tels que la surveillance des rayonnements. L'équipage du convoi compte plus de 20 personnes. La police civile reçoit un préavis d'au moins 24 heures avant le convoi et est contactée par le commandant du convoi lorsque ce dernier entre et quitte ses zones de responsabilité respectives. Les services d'incendie seraient informés par un accord local.

## Transport d'armes nucléaires et de SNM par voie aérienne
Les armes nucléaires britanniques sont acheminées par la route, mais les mouvements d’armes nucléaires américaines se font par voie aérienne. La RAF maintient des équipes d'intervention sur plusieurs bases le long de la route du vol, qui sont immédiatement prêtes à intervenir pendant le transit des avions dans leur zone. La cellule de sécurité spéciale (SSC) d'Ensleigh à Bath est à leur disposition tout au long du vol. Seuls les avions de transport militaire multimoteurs sont utilisés pour transporter des armes nucléaires ou des SNM par voie aérienne, et après une évaluation minutieuse des itinéraires. Les aéronefs sélectionnés pour la tâche sont soumis à des contrôles de sécurité spéciaux et à un régime de maintenance amélioré..
Du SNM est envoyé aux États-Unis dans le cadre de contrats. Dans une lettre adressée à la Campagne pour le désarmement nucléaire, le ministère de la Défense a déclaré qu'ils «peuvent confirmer que le ministère de la Défense transporte des matières nucléaires spéciales par voie aérienne aux États-Unis en vertu des dispositions de l'accord de coopération Royaume-Uni / États-Unis pour l'usage d'énergie nucléaire à des fins de défense mutuelle Certains États non nucléaires du traité de non-prolifération nucléaire (TNP) soutiennent que ce mouvement de SNM enfreignent l'article I du TNP.

## Transport ferroviaire de combustible usé de réacteurs
Le combustible usé des réacteurs est transporté par voie ferrée de Devonport (et occasionnellement du Centre d’essais naval Vulcan, Dounreay) à British Nuclear Fuels Limited (BNFL) à Sellafield. Le combustible irradié est transporté dans des conteneurs de transport conçus spécialement pour, conformément aux normes de l’AIEA, et chargés sur des wagons spéciaux pouvant être configurés pour une utilisation ferroviaire ou routière. Le train transportera un ou deux conteneurs chargés chacun sur un wagon séparé.
Le ministère de la défense est responsable du transport de combustible usagés. Tous les mouvements de combustibles usés sont escortés par le SEG, qui circule dans deux autres véhicules ferroviaires disposés à chaque extrémité du transporteur de conteneurs. Le SEG communique sa position au MDP à Wethersfield et la police locale est informée à l'avance. Les pompiers seraient informés par un accord local avec la police civile.

## Transport de combustible usagé par la route
Le combustible usé des réacteur transporté par chemin de fer peut nécessiter un court trajet sur la route. Les mesures de sécurité et de sûreté sont équivalentes à celles prévues lors du transport routier de nouveau combustible. Le combustible usé est transporté dans des conteneurs spécialement conçus à cet effet, et conçus conformément aux normes de l’AIEA.

## Risques d'accident et de terrorisme
Les conteneurs de transport pour les armes nucléaires, les SNM et le combustible de réacteur neuf et usagé, offrent une protection contre les chocs, les contraintes mécaniques et les incendies. Ils sont testés conformément aux normes de l'Agence internationale de l'énergie atomique (AIEA).
En cas d'incident, le contrôle des opérations passe à l'Organisation d'intervention en cas d'accident nucléaire (NARO) du ministère de la Défense.
Dans un rapport du groupe de travail sur les mouvements nucléaires et les accidents nucléaires un accident extrême pourrait entraîner une explosion nucléaire. Une collision grave d'un véhicule ou un accident d'avion, associé à de multiples défaillances des mesures de protection secrètes du ministère de la défense, pourrait signifier que l'arme pourrait ne pas rester en sécurité. Cependant, le risque sanitaire le plus important pour le public provient du risque de rejet dans l'air d’oxyde de plutonium d’une ogive, un événement très probable si la ou les ogives étaient sujettes à un feu intense suffisant pour déclencher la détonation.
Le risque le plus important lors du déplacement des armes nucléaires est une attaque terroriste. En mai 2005, le directeur de la communication du ministère de la Défense, David Wray, a refusé une demande d’information sur les poids des essieux de convoi (le convoi aurait utilisé un pont fragile), au motif que l'information pourrait aider les terroristes à planifier une attaque. "Une telle attaque peut potentiellement endommager ou détruire une arme nucléaire", a-t-il écrit. "Les conséquences d'un tel incident sont probablement des pertes en vies humaines considérables et de graves perturbations tant pour le mode de vie des Britanniques que pour la capacité du Royaume-Uni à fonctionner efficacement en tant qu'Etat souverain".